# Ritterbruch
Der Ritterbruch ist ein vom Regierungspräsidium Karlsruhe am 10. Dezember 1979 durch Verordnung ausgewiesenes Naturschutzgebiet auf dem Gebiet der Gemeinde Kraichtal im Landkreis Karlsruhe.

## Lage und Beschreibung
Das 4,6 Hektar große Naturschutzgebiet liegt etwa 1,5 km südlich des Kraichtaler Ortsteils Oberacker an der Gemeindegrenze zu Bretten. Es handelt sich um ein Feuchtgebiet im Einzugsgebiet des Neibsheimer Dorfbachs inmitten der freien Feldflur. Ein Stück nördlich des Gebiets verläuft die Eisenbahnstrecke Mannheim-Stuttgart. Es gehört naturräumlich zum Kraichgau und ist Teil des FFH-Gebiets Mittlerer Kraichgau.
Es umfasst zwei Teiche, die mit Gehölzen umstanden sind. Die Gewässer wurden im Rahmen eines Flurneuordnungsverfahrens in den 1970er Jahren angelegt. Zuvor wurde die Fläche als Grünland genutzt. Wegen der vorhandenen Quellhorizonte war die Fläche jedoch mit Entwässerungsgräben durchzogen. Im Gebiet kommt unter anderem der Knotenblütige Sellerie (Apium nodiflorum) vor.

## Schutzzweck
Der wesentliche Schutzzweck ist laut Schutzgebietsverordnung „die Erhaltung und Pflege eines ökologischen Ausgleichsraumes innerhalb einer intensiv landwirtschaftlich genutzten Feldflur des Kraichgaues [und] die Erhaltung und Pflege eines Flachwasserteiches mit Röhricht- und Gehölzgürtel in einer Quellmulde des Kraichgaues als Lebensraum seltener und typischer Tier- und Pflanzengesellschaften und als wissenschaftliches Untersuchungsobjekt.“